# Ocean Park (stacja MTR)
Ocean Park (chiński: 海洋公園) – jedna ze stacji MTR, systemu szybkiej kolei w Hongkongu, na South Island Line. Została otwarta 28 grudnia 2016. 
Stacja obsługuje park rozrywki Ocean Park Hong Kong, w dzielnicy Southern, na wyspie Hongkong.